# Bosque de Yatir
Bosque de Yatir (en hebreo: יער יתיר) es un área boscosa en Israel, que se encuentra en la ladera sur del Monte Hebrón, en el borde del desierto del Néguev. El bosque tiene una superficie de 30 kilómetros cuadrados, y es el mayor bosque plantado en Israel.

## Historia

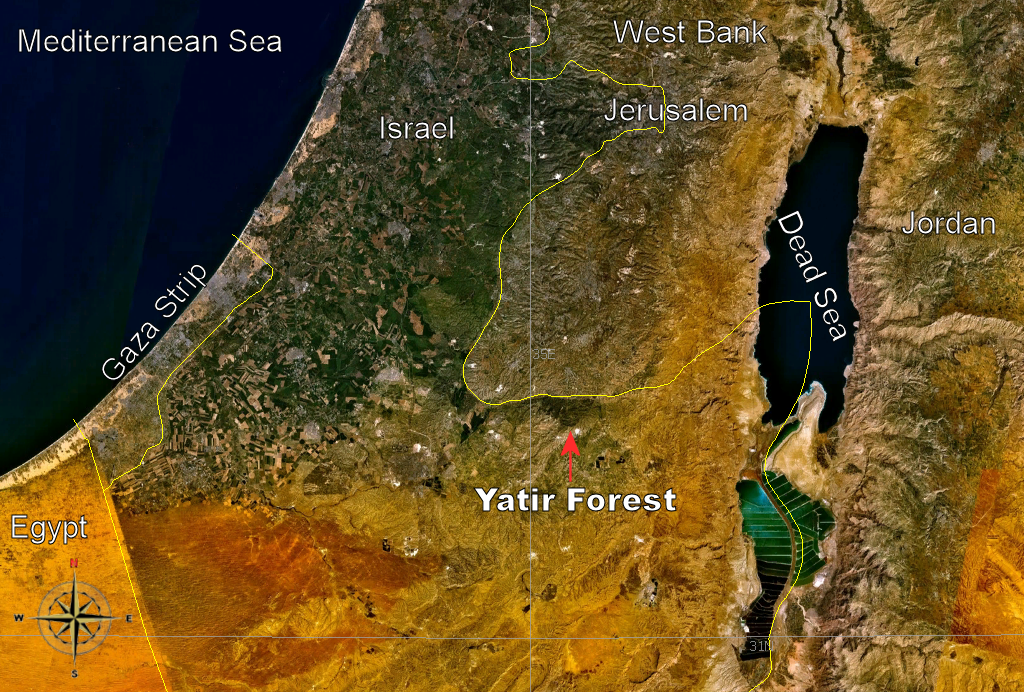
Ubicación del Bosque de Yatir.

Los primeros árboles fueron plantados en 1964 por el Fondo Nacional Judío, por iniciativa de Yosef Weitz. Lleva el nombre de la ciudad antigua levita Yattir, que se ubicaba en su territorio.
El bosque de Yatir y sus alrededores tienen una amplia variedad de sitios arqueológicos, que datan de la Edad del Hierro (Tel Arad, Khirbet Yatir) hasta el período del Segundo Templo ( Khirbet Anim, Susya). En el propio bosque existen diversas bodegas e instalaciones agrícolas que dan testimonio de la forma de vida de las poblaciones en las distintas épocas.

## Flora y fauna

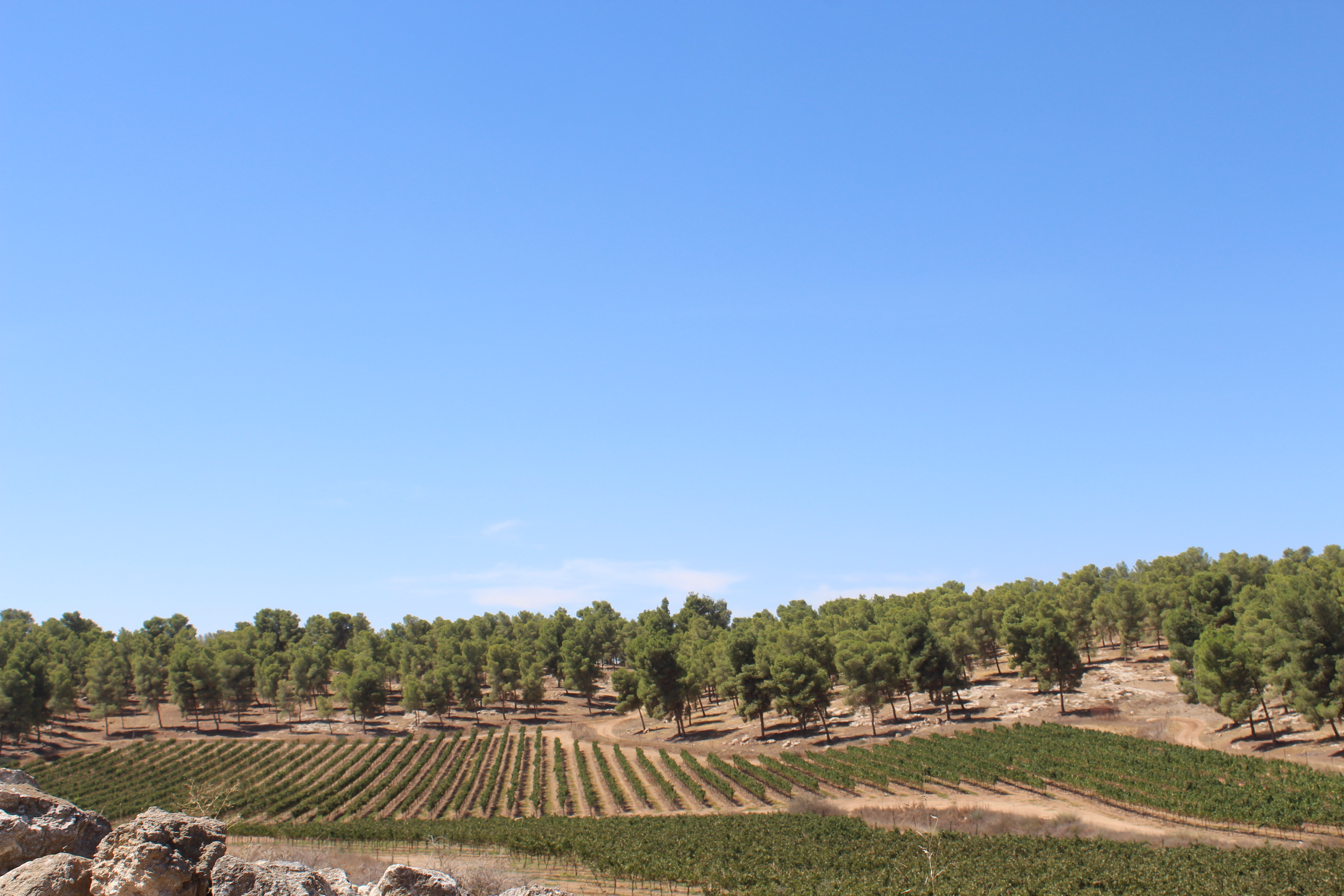
Viñedos.

Se plantaron más de cuatro millones de árboles, en su mayoría coníferas: pinos de Alepo y cipreses, pero también muchos árboles de hojas anchas como amálcigo de Canarias, tamariscos, azufaifos, algarrobos, pistachos, olivos, higueras, eucalipto y acacias, así como viñedos y varios arbustos como la retama moruna. 
De noviembre a diciembre, florece la yema. De febrero a marzo, la anémona, la amapola, el narciso y el tulipán. El ciclamen también se puede ver entre los pinos.
El bosque se ha vuelto un refugio para una amplia variedad de animales: mamíferos – chacal dorado, zorro común, la gacela arábiga, caracal, liebre de El Cabo, hiena rayada, tejón común, puercoespín indio, mangosta común, garduña, turón jaspeado, lobo gris y jabalí;
aves – búho chico, nuco, lechuza común, búho real, milano negro, culebrera, busardo moro, cernícalo primilla, cernícalo común, mirlo común, arrendajo euroasiático, alcaraván común, hubara de McQueen, águila real, águila imperial oriental, cardelina, verderón común, perdiz chucar y abejaruco europeo.

## Ecología

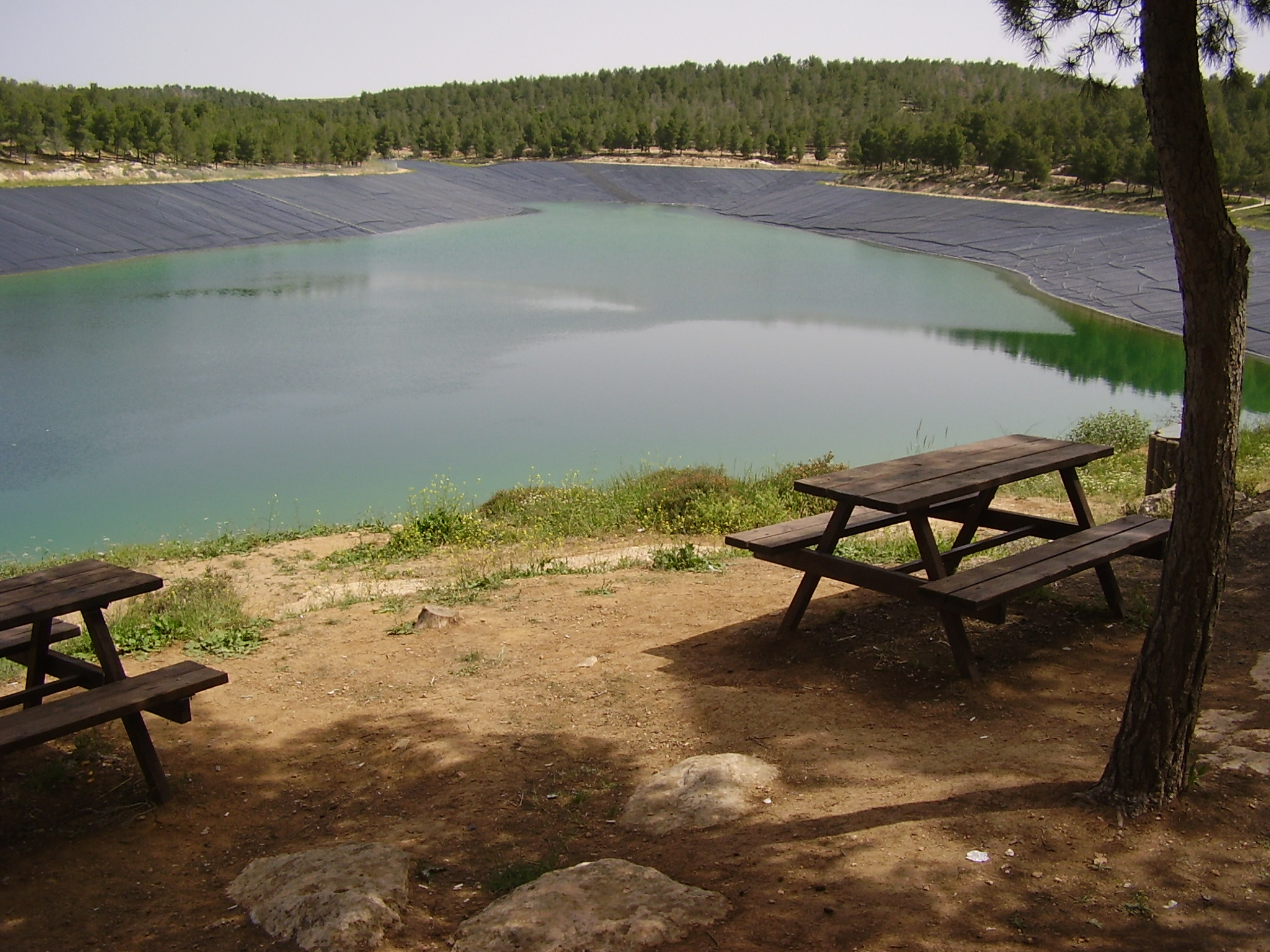
Embalse de Yatir.

El Bosque de Yatir ha cambiado el paisaje árido del norte del Néguev, a pesar del pesimismo y críticas de varios expertos, ha demostrado ser un instrumento ecológico fundamental, reduciendo la desertificación y las inundaciones al noreste de Beerseba.
El bosque está situado a una altitud relativamente alta (entre 400 y 850 metros sobre el nivel del mar) en una región semiárida con una precipitación anual promedio de 300-350 mm y baja humedad. El suelo está compuesto por rocas calizas y arcillosas. El sendero nacional de Israel, marcado en 1991, atraviesa el bosque. El bosque de Yatir está ubicado en el sendero al sur de Meitar y al norte de Arad.
El área también alberga el "Embalse de Yatir", un embalse de agua de 650.000 metros cúbicos, que se estableció con el objetivo de regar los viñedos y plantaciones de la región durante el verano.

## Investigación ecológica

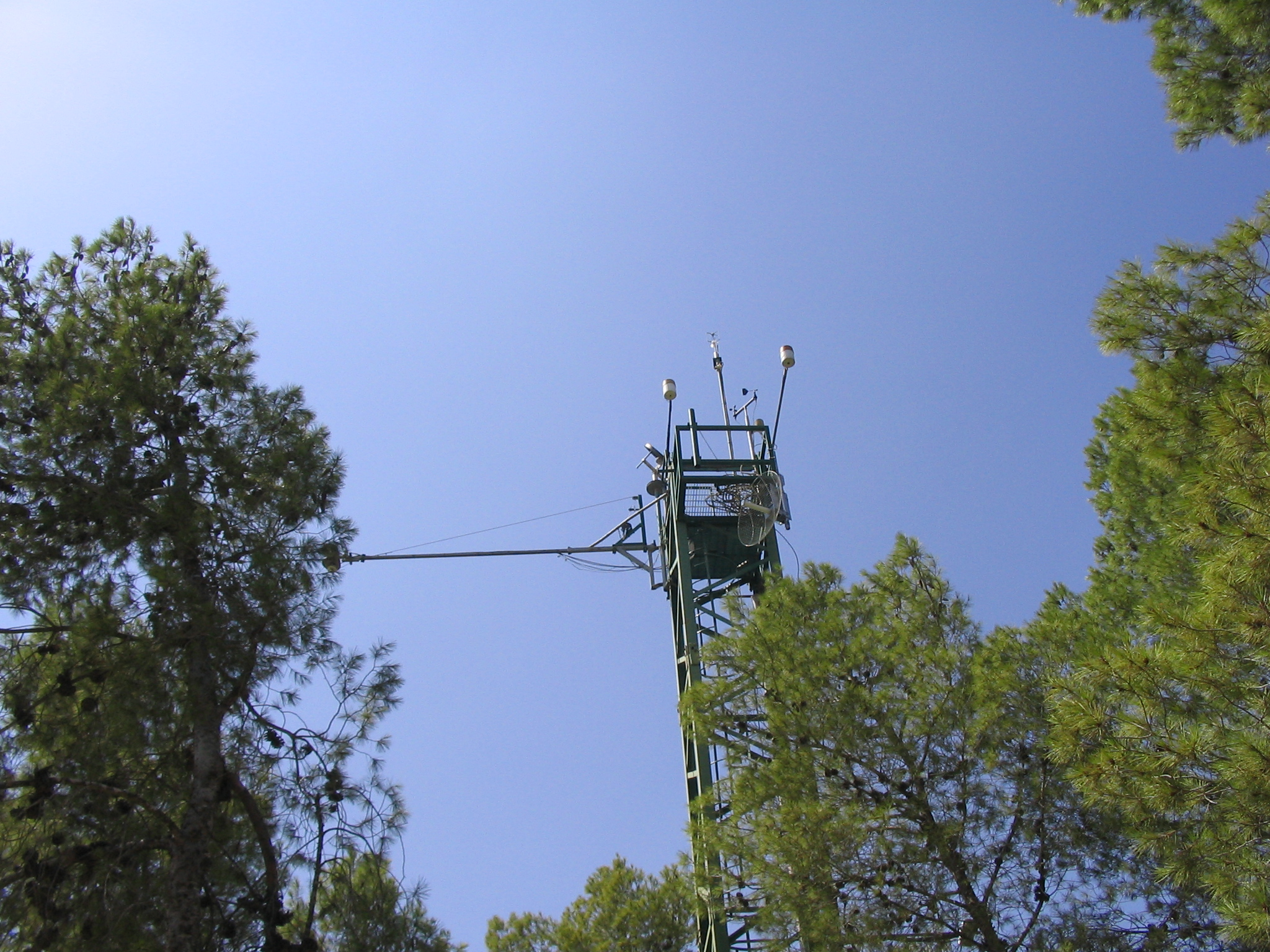
Torre meteorológica del Instituto Weizmann.

Los estudios realizados en el bosque de Yatir bajo la dirección del profesor Dan Yakir del Instituto Weizmann de Ciencias, en colaboración con el Instituto Jacob Blaustein de Investigación del Desierto en Sde Boker, han demostrado que los árboles funcionan como una trampa para el carbono en el aire. La sombra proporcionada por los árboles plantados en el desierto también reduce la evaporación de las escasas lluvias. 
El bosque de Yatir también es parte del proyecto FLUXNET de la NASA, una red global de sitios de torres micrometeorológicas que se utilizan para medir los intercambios de dióxido de carbono, vapor de agua y energía entre los ecosistemas terrestres y la atmósfera. El Instituto Arava de Estudios Ambientales lleva a cabo una investigación en el bosque de Yatir que se centra en cultivos como dátiles y uvas que se cultivan en las cercanías. La investigación es parte de un proyecto destinado a introducir nuevos cultivos en zonas áridas y salinas.

## Granja ecológica

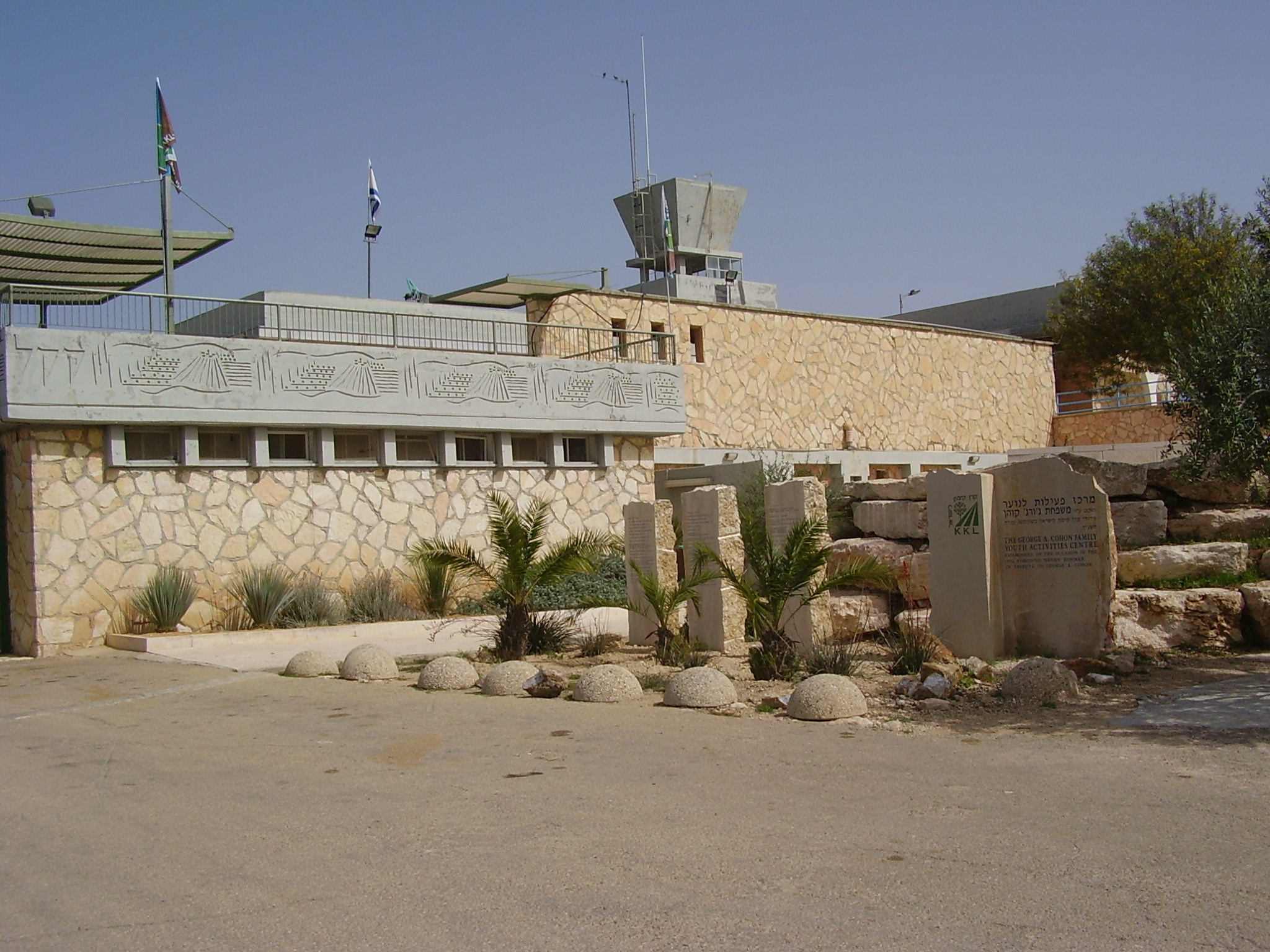
Fortaleza de los silvicultores.

La granja biológica Yatir está ubicada junto al bosque, cerca del pueblo de Meitar, al noreste de Beersheba y el pueblo beduino de Hura. La finca se basa en los principios de la permacultura y cultiva verduras, frutas, aceitunas y hierbas medicinales. Los elíxires, extractos medicinales y aceites esenciales se producen a partir de hierbas y plantas silvestres recolectadas en el desierto, en cooperación con los beduinos del Néguev.

## Galería

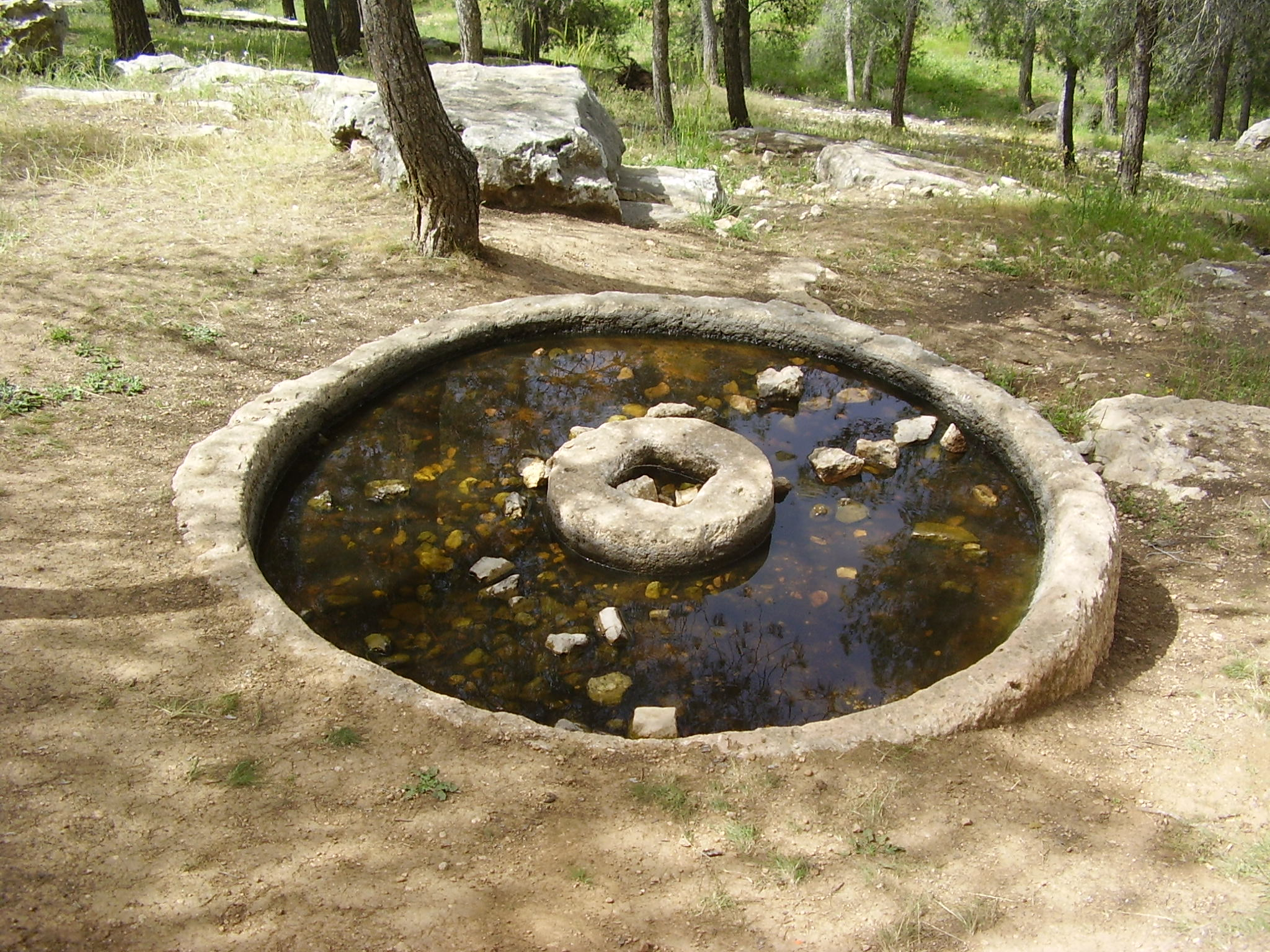
Antigua prensa de aceite
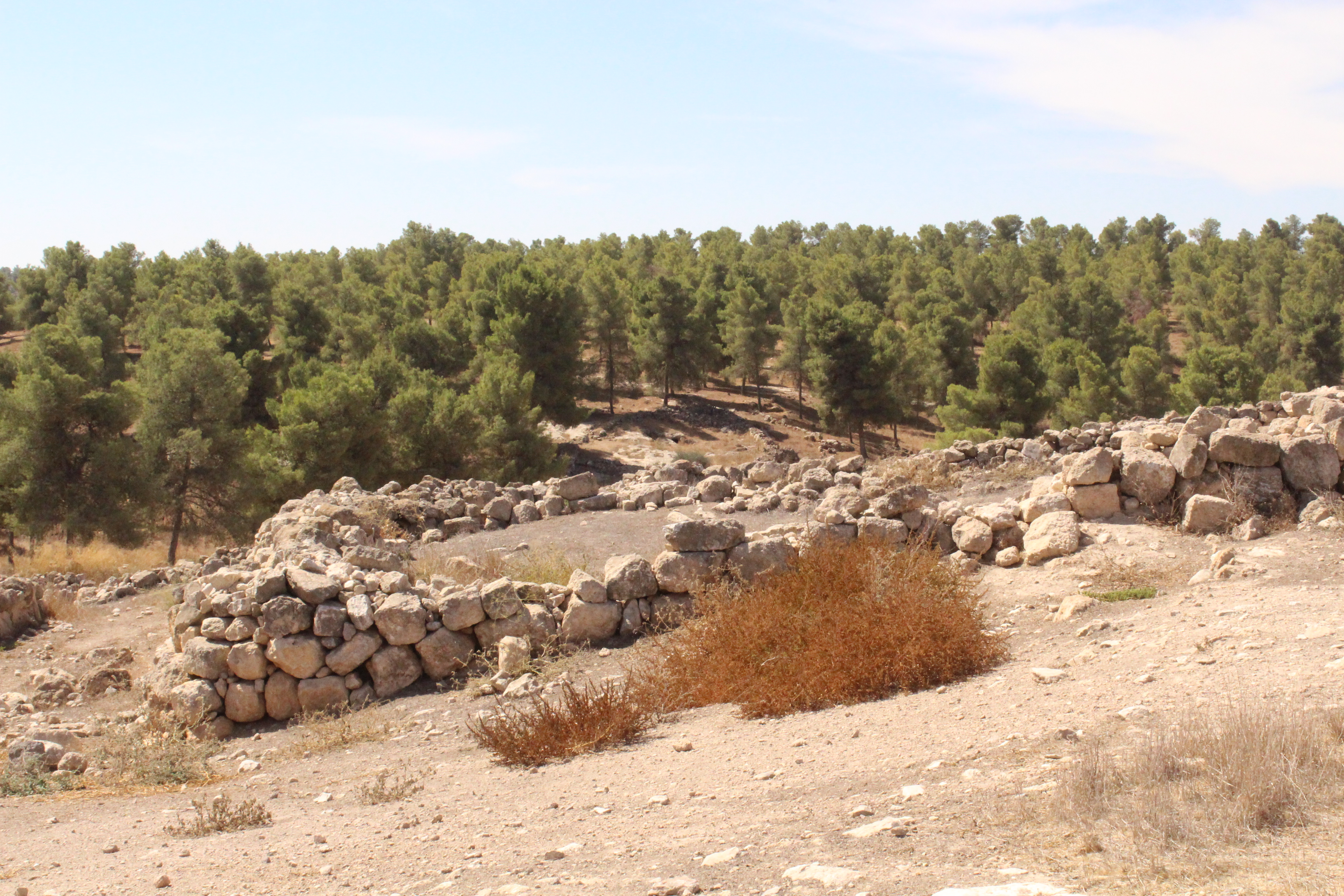
Restos arqueológicos
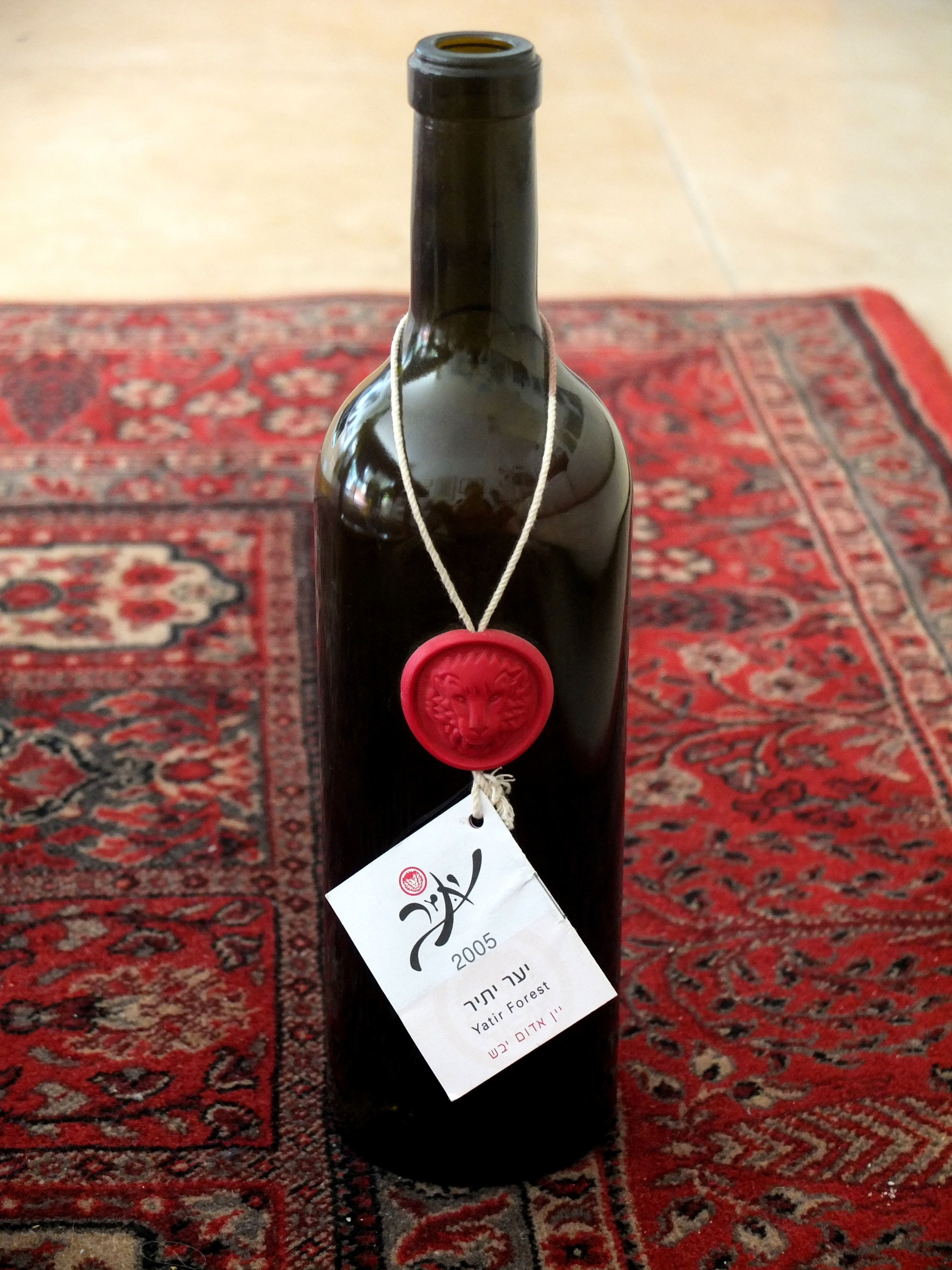
Vino de Yatir